# كأس النرويج
كأس النرويج لكرة القدم (بالنرويجية: Norgesmesterskapet i fotball for herrer)‏ هي مسابقة كأس خروج المغلوب الرئيسية في كرة القدم النرويجية. تم تأسيسها من قبل اتحاد النرويج لكرة القدم ويتم التنافس عليها منذ عام 1902، مما يجعلها أقدم بطولة كرة قدم في البلاد.

## وصلات خارجية
- Soccerway
- RSSSF archive